# 471
471 (CDLXXI) var ett normalår som började en fredag i den julianska kalendern.

## Händelser

### Okänt datum
- Acacius blir patriark av Konstantinopel.
- Xiao Wendi efterträder Xian Wendi som härskare av den kinesiska norra Weidynastin.

## Avlidna
- 25 augusti – Gennadios I, patriark av Konstantinopel.
- Aspar, magister militum i det östromerska riket (tillsammans med sin son Ardabur).